# Омаха (индейская резервация)
Омаха (англ. Omaha Reservation) — индейская резервация, расположенная на востоке штата Небраска и в западно-центральной части Айовы, США.

## История
Первые упоминания европейцами народа омаха появились в конце XVII века. В конце XVIII века, до того, как племя сильно пострадало от эпидемий, оно представляло серьезную силу на Великих равнинах и участвовало во многих крупных межплеменных сражениях. Первые контакты омаха с белыми людьми произошли в ранний период колонизации — приблизительно в середине XVII века. В 1724 году французы основали на реке Миссури торговый пост. В дальнейшем омаха имели тесные контакты с французскими, английскими и американскими торговцами.
Свой первый договор с американским правительством омаха подписали в июле 1815 года. Следующий договор с США племя подписало в 1825 году, и одной из его статей стало согласие омаха не продавать огнестрельное оружие племенам, враждебным по отношению к американцам. По договору 1830 года омаха уступили все свои земли к востоку от реки Миссури и согласились на  резервацию в Небраске. В последующем — при подписании договоров в 1836, 1854 и 1865 годах и актов в 1872 и 1874 годах — племя также было вынуждено продавать свои территории правительству США, а после принятия Конгрессом Акта Дауэса, земли резервации были распределены между членами племени и переданы им в личную собственность, остальная часть продана белым поселенцам.

## География
Резервация расположена на территории Великих равнин на Среднем Западе США, вдоль реки Миссури, на северо-востоке Небраски и в западно-центральной части Айовы. Большая часть Омахи находится в округе Тёрстон, остальные участки — в округах Каминг, Бёрт и Монона.
Общая площадь резервации составляет 802,88 км², из них 795,21 км² приходится на сушу и 7,67 км² — на воду. Самому племени омаха принадлежит 112,6 км² территории резервации. Административным центром резервации является город Мейси.
После принятия конгрессом Акта Дауэса, федеральное правительство Соединённых Штатов решило разделить земли резервации на индивидуальные участки между членами племени, а нераспределённую территорию продать белым поселенцам, из-за чего, город Пендер оспаривал юрисдикцию племени над ним. Верховный суд США в 2016 году постановил, что Пендер, как и другая спорная территория, находится в границах резервации Омаха.

## Демография
| Год переписи                    | Нас. |  | %±    |
| ------------------------------- | ---- |  | ----- |
| 2000                            | 5194 |  | —     |
| 2010                            | 4773 |  | −8,1% |
| 2020                            | 4526 |  | −5,2% |
| 2000–2020 U.S. Decennial Census |      |  |       |

По данным федеральной переписи населения 2000 года, население резервации составляло 5 194 человека.
Согласно федеральной переписи населения 2020 года в резервации проживало 4 526 человек, насчитывалось 1 498 домашних хозяйств и 1 563 жилых дома. Средний доход на одно домашнее хозяйство в индейской резервации составлял 57 188 долларов США. Около 18,6 % всего населения находились за чертой бедности, в том числе 24,7 % тех, кому ещё не исполнилось 18 лет, и 12,6 % старше 65 лет.
Расовый состав распределился следующим образом: белые — 2 150 чел., афроамериканцы — 10 чел., коренные американцы (индейцы США) — 2 156 чел., азиаты — 12 чел., океанийцы — 3 чел., представители других рас — 71 чел., представители двух или более рас — 124 человека; испаноязычные или латиноамериканцы любой расы составили 187 человек. Плотность населения составляла 5,64 чел./км².